# Bloomsbury Publishing Plc
Bloomsbury Publishing plc é uma editora independente, com sede em Londres conhecida por romances literários. É constituinte do Índice FTSE SmallCap. O crescimento da empresa nos últimos dez anos é atribuída principalmente à série Harry Potter por J.K. Rowling. Bloomsbury foi nomeada Editora do Ano em 1999 e 2000 pela indústria do livro britânica. Publicou The Finkler Question de Howard Jacobson, que ganhou o Man Booker Prize 2010.
A empresa foi fundada em 1986 por Nigel Newton, que já havia sido empregado por outras editoras. Ela foi lançada como uma empresa pública registrada em 1995, levantando 5,5 milhões de libras, que foram usados para financiar a expansão da empresa em paperback e livros infantis. A emissão de direitos de ações em 1998 levantou um adicional de £ 6.1m, que foram usados para expandir a empresa, em particular para fundar uma filial nos Estados Unidos. ]Bloomsbury EUA foi criada em 1998, Livros Bloomsbury EUA para Jovens Leitores, em 2002, e em 2005, Bloomsbury adquiriu Walker & Co, uma pequena empresa dedicada a publicação de não-ficção. Em 2000 Bloomsbury adquiriu A & C Preto Plc, e em 2002 adquiriu Whitaker Almanack. Em 2007, a Bloomsbury publicou Bloomsbury 21, uma reimpressão de uma série de 21 de seus livros mais populares para comemorar seu 21 º aniversário. Em 2008, a Bloomsbury abriu uma filial em Doha, Qatar, em parceria com a Qatar Foundation. A nova editora, denominada de Bloomsbury Qatar Foundation Publishing, trabalhará principalmente com a literatura e idiomas inglês e árabe e com traduções do inglês para o árabe e vice-versa.
Desde Setembro de 2008, Bloomsbury coopera com a editora Waterstones na distribuição de licenças de e-books. Os livros de Harry Potter não estão incluídos nessa cooperação.